# Firmicus arushae
Firmicus arushae es una especie de araña cangrejo del género Firmicus, familia Thomisidae.

## Distribución
Esta especie se encuentra en África del Este.